# Marc Verhaegen
Pour les articles homonymes, voir Verhaegen.
Marc Verhaegen, né le 5 avril 1957 à Mortsel (province d'Anvers), est un auteur de bande dessinée belge, connu entre autres comme l'ancien artiste en chef de Bob et Bobette et scénariste et dessinateur de sa propre série, Senne et Sanne.

## Biographie
Marc Verhaegen naît le 5 avril 1957 à Mortsel.
À l'âge de 10 ans, il commence à fréquenter l'école de dessin de Kontich en dehors de l'école primaire. Il fait des illustrations pour le magazine scout Condacum et le magazine scolaire du Sint-Stanislascollege, l'actuel Sint-Willebrord-H.Familie, où il est inscrit pendant six ans.
Après cela, il se retrouve au département graphique de l'Institut Saint-Luc à Bruxelles, où il suit une formation classique, spécialisée dans le film d'animation. En 1976, Verhaegen est chargé par son professeur Luc Verstraeten de réaliser un projet sur la Seconde Guerre mondiale. Il choisit d'adapter le roman Les Visions de Jacques Weiniger de Gust van Brussel.
À partir de novembre 1976, paraît dans le magazine scout Condacum De ongewenst, une histoire de 40 pages. L'histoire est mise en couleur par Sylvia Dolsma en 2006 et publiée en 2007 par De Gouwe Greep. Plus tard, la série Cycloman est publiée dans le journal De Morgen.
Après ses études, il travaille principalement en tant qu'animateur indépendant sur diverses productions de dessins animés pour Pen Film à Gand. Les plus connus d'entre eux sont Jonas en de Wonderwinkel d'après le scénario de Gommaar Timmermans en 1979 et le long métrage Jean sans peur réalisé par Jef Cassiers en 1984. Il contribue également à l'animation de Sesame Street et Het Liegebeest.
En 1987, Verhaegen commence à travailler sur la série de bande dessinée Boes pour les éditions Standaard.

### Bob et Bobette
En 1988, il écrit une bande dessinée de quatre pages, entièrement dans le style de la série bleue, pour la réédition du classique Le Trésor de Beersel de Bob et Bobette pour la KBC. Cela attire l'attention de Paul Geerts et Willy Vandersteen, qui ont grandement apprécié le travail. Il lui est ensuite demandé de collaborer à la série Bob et Bobette.
Il écrit d'abord un certain nombre d'histoires courtes, puis en 1992 sa première longue histoire, La Carcasse de Carcassonne. Fin 1999, Verhaegen prend la suite de Paul Geerts en tant que dessinateur / scénariste permanent de Bob et Bobette. Mais dans ses premiers albums, le nom de Paul Geerts y figure toujours, Verhaegen n'étant qu'un simple employé du studio Vandersteen. Au total, Verhaegen écrit et dessine 32 longues histoires de Bob et Bobette et contribue à 65 histoires. Il dessine également et écrit treize courts récits et réalise de nombreux dessins publicitaires de Bob et Bobette.
Verhaegen est ouvert à la fantaisie, à la science-fiction et aux actualités, qu'il intègre également aux histoires qu'il crée. À partir de 1997, la série est sous pression. Verhaegen expérimente de nouveaux costumes et histoires qui répondent aux critères actuels.

### Licencié du studio Vandersteen
Le 25 février 2005, il est annoncé dans un communiqué de presse que Verhaegen avait immédiatement quitté le poste de dessinateur en chef du studio Vandersteen. Le studio voulait qu'une équipe travaille sur les histoires de Bob et Bobette, elles étaient trop dirigées par une seule personne. Comme Verhaegen ne pouvait accepter de travailler en équipe, la collaboration entre le studio Vandersteen et lui prend fin. Un jour plus tard, il est annoncé que Verhaegen est également licencié parce que les héritiers de Willy Vandersteen ne sont pas d'accord avec le choix de sujet d'histoires de Verhaegen. Il aurait aimé faire une bande dessinée sur une fille qui a été gazée dans le camp de concentration d'Auschwitz, un sujet qui est jugé inapproprié pour une bande pour enfants. Le 18 avril 2006, le tribunal a statué que Verhaegen avait été licencié à tort. Verhaegen était particulièrement en colère contre le communiqué de presse du Studio déclarant « qu'il ne peut pas travailler en équipe » et pensait que son licenciement était également motivé par la crainte que l'histoire de guerre de Willy Vandersteen ne ressuscite. En effet, le 14 décembre 2010, il a été annoncé que le bureau de recherche historique Memory Collective avait trouvé des preuves irréfutables que Willy Vandersteen avait réalisé des dessins antisémites pendant la Seconde Guerre mondiale sous le pseudonyme de Kaproen. Ceux-ci ont été publiées dans la brochure Voici comment Bruxelles a vu le Dietsche Militanten et dans le journal collabo Volk en Staat.

### Senne et Sanne
En 2005, Verhaegen réalise une bande dessinée avec le titre Rebecca R. et avec les personnages principaux Senne et Sanne. Le sujet de la bande dessinée est la Seconde Guerre mondiale. C'est une histoire complètement nouvelle et non une adaptation de l'histoire qu'il voulait auparavant écrire pour Bob et Bobette. L'histoire a été publiée en quatre parties en pièce jointe à la Kidsweek. En 2006, la deuxième histoire de Senne et Sanne, Cordoba, est publiée dans laquelle Verhaegen montre le monde des immigrants et leur religion. L'album est également une accusation de la violence insensée. En 2007, Verhaegen écrit et signe la troisième histoire de Senne et Sanne, Loverboys. Il aborde les problèmes des jeunes séduits par les soi-disant Loverboys et poussés à la prostitution. Verhaegen a écrit cette histoire avec des informations qu'il a reçues, entre autres, de Payoke, l'association sans but lucratif d'Anvers qui s'efforce de soutenir les victimes de la traite des êtres humains.

### Autres histoires
Le 23 mars 2007, Le Secret de Michel de Ruyter, une bande dessinée sur la vie du marin néerlandais Michiel de Ruyter, écrite par Verhaegen et Jan Kragt, est publiée. En 2008 sort l'album Le Hollandais volant et le complot UEIC dans lequel les deux auteurs mettent en lumière les origines de la UEIC et la légende du Hollandais volant. La même année, Verhaegen dessine et écrit Des bombes V sur Anvers, un album réalisé en collaboration avec le Peace Center d'Anvers. L'histoire est distribuée dans toutes les écoles anversoises. Dans cette histoire, Verhaegen et Jan Kragt parlent de la raison et des conséquences des missiles V1 sur Anvers. Le bombardement de Mortsel est également abordé, ainsi que le Fort de Breendonk, le sort des prisonniers politiques belges, le bombardement du cinéma Rex et du camp de concentration de Mittelbau-Dora.
En 2009, Verhaegen signe et écrit Strijd voor New York. Cette histoire parle des premiers colons hollandais en Amérique, qui ont fondé La Nouvelle-Amsterdam, plus tard New York. Cette histoire a été créée à la demande du Roosevelt Institute for American Studies (RIAS) et est présentée à l'ambassade américaine de La Haye. En 2011, Verhaegen signe et écrit avec Jan Kragt Vincent van Gogh : Le Dur Combat d'un artiste et en 2012, les deux auteurs réalisent la bande dessinée Lutte contre l'eau.
De 2006 à 2009, Verhaegen est membre du conseil d'administration de la Vlaamse Auteursvereniging (Association des auteurs flamands) et de 2007 à 2012, il est président de la Vlaamse Onafhankelijke Stripgilde (Guilde indépendante flamande de la bande dessinée). Depuis 2012, il travaille en étroite collaboration avec les associations Strips en Kennis.

### Vie privée
Il est en relation avec l'illustratrice Vivi Weyers.

## Œuvres publiées

### Albums de bande dessinée en français
- Vincent Van Gogh - Le Dur Combat d'un artiste, EurEducation, 31 janvier 2012
Scénario : Marc Verhaegen, Jan Kragt - Dessin : Marc Verhaegen - Couleurs : Walter De Strooper -  (ISBN 978-94-914470-0-6)

### Albums de bande dessinée en néerlandais
- Les Visions de Jacques Weiniger (1976)
- De ongewenste (1976), sorti sous forme d'album en 2007 par De Gouwe Greep, inédit en français
- À la recherche de Spurkmans
- Cycloman sous le pseudonyme de Stan Marver[12]
- Vicky (1986)
- Blikschade (1987)
- Boes (1987)
- Bob et Bobette (1987-2005)
- Calpako (1997-2001)
- Senne et Sanne (2005-présent)
- Le Secret de Michel de Ruyter (2007)
- Le Hollandais volant (2008)
- V-bombes sur Anvers (2008)
- Potlood, magazine de dessins en noir et blanc
- Strijd om New York (2009)
- Vincent Van Gogh : La lutte d'un artiste (2011)
- Lutte contre l'eau (2012)

#### Livres
: document utilisé comme source pour la rédaction de cet article.
- (nl) « Marc Verhaegen (pseudoniem Stan Marver) », dans Striptekenaars in Vlaanderen [« Les Dessinateurs de bande dessinée en Flandre »], Anvers, Vlaamse Onafhankelijke Stripgilde, 1982, 132 p., ill. (ISBN 90-70481-15-4, OCLC 902354153, présentation en ligne), p. 120-121.
- Henri Filippini, « Verhaegen, Marc », dans Dictionnaire de la bande dessinée, Paris, Bordas, 2005, 912 p., ill. ; 27 cm (ISBN 9782047299708 et 2047299705, OCLC 1009545288, présentation en ligne), p. 884. .